# Sigorta Shop Spor Kulübü 2022-2023
Questa voce raccoglie le informazioni riguardanti il Sigorta Shop Spor Kulübü nelle competizioni ufficiali della stagione 2022-2023.

## Stagione
Il Sigorta Shop Spor Kulübü non utilizza alcuna denominazione sponsorizzata nella stagione 2022-23.
Partecipa per la seconda volta alla Sultanlar Ligi, classificandosi all'undicesimo posto, mentre in Coppa di Turchia non supera la fase a gironi.

## Organigramma societario
Area direttiva
- Presidente: Aydın Kaya

Area tecnica
- Allenatore: Alper Erdoğuş (fino a dicembre), Dehri Dehrioğlu (da dicembre)
- Allenatore in seconda: Tamer Altay
- Assistente allenatore: Hakan Turan
- Scoutman: Mustafa Söğüt

## Rosa
| N° | Nome                | Ruolo | Data di nascita  | Nazionalità sportiva |
| -- | ------------------- | ----- | ---------------- | -------------------- |
| 1  | Michaela Mlejnková  | S     | 26 luglio 1996   | Rep. Ceca            |
| 2  | Merve İzbilir       | L     | 1º dicembre 1997 | Turchia              |
| 3  | Tuğçe Ceyhan        | S     | 3 giugno 1995    | Turchia              |
| 5  | Elif Mızrakçı       | L     | 26 giugno 2002   | Turchia              |
| 6  | Derya Çayırgan      | L     | 9 ottobre 1987   | Turchia              |
| 6  | Lila Şengün         | P     | 2 marzo 2002     | Turchia              |
| 7  | Gözde Turan         | C     | 21 gennaio 2003  | Turchia              |
| 8  | Kelsie Payne        | O     | 29 novembre 1995 | Stati Uniti          |
| 9  | Ezgi Akyaldız       | S     | 25 maggio 1998   | Turchia              |
| 11 | Ayça İsmailçebioğlu | S     | 13 maggio 1998   | Turchia              |
| 12 | Hande Şimşek        | C     | 4 luglio 1995    | Turchia              |
| 14 | Pelin Eroktay       | O     | 14 novembre 2004 | Turchia              |
| 16 | Ceylan Arısan       | C     | 1º gennaio 1994  | Turchia              |
| 18 | Burcu Şentürk       | P     | 1º febbraio 1994 | Turchia              |
| 19 | Marin Grote         | C     | 16 dicembre 1999 | Stati Uniti          |
| 23 | Ilka van de Vyver   | P     | 26 gennaio 1993  | Belgio               |
| 99 | Ezgi Kara           | C     | 27 dicembre 2000 | Turchia              |

## Statistiche

### Statistiche di squadra
| Competizione     | Punti | In casa | In casa | In casa | In trasferta | In trasferta | In trasferta | Totale | Totale | Totale |
| Competizione     | Punti | G       | V       | P       | G            | V            | P            | G      | V      | P      |
| ---------------- | ----- | ------- | ------- | ------- | ------------ | ------------ | ------------ | ------ | ------ | ------ |
| Sultanlar Ligi   | 21    | 13      | 3       | 10      | 13           | 2            | 11           | 26     | 5      | 21     |
| Coppa di Turchia | 4     | 0       | 0       | 0       | 0            | 0            | 0            | 3      | 1      | 2      |
| Totale           | -     | 13      | 3       | 10      | 13           | 2            | 11           | 29     | 6      | 23     |

G = partite giocate; V = partite vinte; P = partite perse

### Statistiche dei giocatori
| Giocatore         | Campionato | Campionato | Campionato | Campionato | Campionato | Coppa di Turchia | Coppa di Turchia | Coppa di Turchia | Coppa di Turchia | Coppa di Turchia | Totale | Totale | Totale | Totale | Totale |
| Giocatore         | P          | PT         | AV         | MV         | BV         | P                | PT               | AV               | MV               | BV               | P      | PT     | AV     | MV     | BV     |
| ----------------- | ---------- | ---------- | ---------- | ---------- | ---------- | ---------------- | ---------------- | ---------------- | ---------------- | ---------------- | ------ | ------ | ------ | ------ | ------ |
| E. Akyaldız       | 22         | 57         | 51         | 3          | 3          | 3                | 36               | 30               | 6                | 0                | 25     | 93     | 81     | 9      | 3      |
| C. Arısan         | 22         | 131        | 80         | 30         | 21         | 3                | 21               | 15               | 5                | 1                | 25     | 152    | 95     | 35     | 22     |
| D. Çayırgan       | 10         | 1          | 1          | 0          | 0          | 3                | 0                | 0                | 0                | 0                | 13     | 1      | 1      | 0      | 0      |
| T. Ceyhan         | 23         | 199        | 169        | 20         | 10         | 2                | 4                | 2                | 2                | 0                | 25     | 203    | 171    | 22     | 10     |
| P. Eroktay        | 23         | 36         | 34         | 2          | 0          | 3                | 7                | 7                | 0                | 0                | 26     | 43     | 41     | 2      | 0      |
| M. Grote          | 12         | 120        | 86         | 27         | 7          | -                | -                | -                | -                | -                | 12     | 120    | 86     | 27     | 7      |
| A. İsmailçebioğlu | 17         | 13         | 10         | 0          | 3          | 3                | 5                | 3                | 2                | 0                | 20     | 18     | 13     | 2      | 3      |
| M. İzbilir        | 23         | 0          | 0          | 0          | 0          | 3                | 0                | 0                | 0                | 0                | 26     | 0      | 0      | 0      | 0      |
| E. Kara           | 1          | 2          | 2          | 0          | 0          | 0                | 0                | 0                | 0                | 0                | 1      | 2      | 2      | 0      | 0      |
| E. Mızrakçı       | 5          | 0          | 0          | 0          | 0          | -                | -                | -                | -                | -                | 5      | 0      | 0      | 0      | 0      |
| M. Mlejnková      | 26         | 395        | 341        | 29         | 25         | 3                | 41               | 37               | 2                | 2                | 29     | 436    | 378    | 31     | 27     |
| K. Payne          | 26         | 528        | 462        | 47         | 19         | 3                | 55               | 51               | 3                | 1                | 29     | 583    | 513    | 50     | 20     |
| L. Şengün         | 13         | 33         | 15         | 7          | 11         | -                | -                | -                | -                | -                | 13     | 33     | 15     | 7      | 11     |
| B. Şentürk        | 23         | 5          | 4          | 0          | 1          | 3                | 0                | 0                | 0                | 0                | 26     | 5      | 4      | 0      | 1      |
| H. Şimşek         | 25         | 141        | 78         | 46         | 17         | 3                | 11               | 9                | 2                | 0                | 28     | 152    | 87     | 48     | 17     |
| G. Turan          | 1          | 0          | 0          | 0          | 0          | 1                | 1                | 1                | 0                | 0                | 2      | 1      | 1      | 0      | 0      |
| I. van de Vyver   | 13         | 17         | 10         | 3          | 4          | 3                | 4                | 3                | 1                | 0                | 16     | 21     | 13     | 4      | 4      |

P = presenze; PT = punti totali; AV = attacchi vincenti; MV = muri vincenti; BV = battute vincenti